# Dehjī
Dehjī (persiska: دهجی, Deh Ījī) är en ort i Iran.   Den ligger i provinsen Khuzestan, i den västra delen av landet, 500 km sydväst om huvudstaden Teheran. Dehjī ligger 102 meter över havet och antalet invånare är 305.
Terrängen runt Dehjī är platt, och sluttar söderut.Runt Dehjī är det ganska tätbefolkat, med 104 invånare per kvadratkilometer. Närmaste större samhälle är Andimeshk, 14,8 km nordost om Dehjī. Trakten runt Dehjī består till största delen av jordbruksmark.